# Frifot
Frifot, ursprungligen Möller, Willemark & Gudmundson, är en svensk folkmusikgrupp bestående av Ale Möller, Lena Willemark och Per Gudmundson. Förutom Sverige har de även blivit uppmärksammade i Japan och USA. Frifot fick en grammis för skivan Sluring som kom ut 2003.

## Medlemmar
- Ale Möller: mandola, härjedalspipa, sälgpipa, skalmeja, munspel, folkharpa, hackbräde, low whistle, sång
- Lena Willemark: sång, fiol, flöjt
- Per Gudmundson: svensk säckpipa, fiol, sång

## Diskografi
- 1991 – Frifot (som Möller, Willemark & Gudmundson)
- 1993 – Musique des vallées Scandinaves, ett Frifotprojekt i Frankrike med även hardangerspelmannen Gunnar Stubseid och sångerskan Kirsten Bråten Berg
- 1996 – Järven
- 1999 – Frifot
- 2003 – Sluring
- 2007 – Flyt